# Theta Volantis
Theta Volantis (θ Vol, θ Volantis) é uma estrela na constelação de Volans. Tem uma magnitude aparente visual de 5,20, sendo visível a olho nu em locais com pouca poluição luminosa. Com base em medições de paralaxe, está localizada a aproximadamente 237 anos-luz (72,7 parsecs) da Terra. É uma estrela de classe A da sequência principal com um tipo espectral de A0 V e temperatura efetiva de 10 083 K. Forma uma estrela dupla óptica com uma estrela de magnitude aparente 15 a uma separação de 21,4 segundos de arco na esfera celeste, que é uma fonte de raios X com uma luminosidade de 2,143×1022 W. Essa estrela não está relacionada fisicamente com Theta Volantis.